# Union confédérale des retraités CGT
L'Union confédérale des retraités (UCR CGT) est l'organisme confédéral de la Confédération générale du travail à destination des retraités, préretraités, des veufs, des veuves et des chômeurs âgés.
Elle est représentée au Comité national des retraités et personnes âgées. Elle est membre de la Fédération européenne des retraités et personnes âgées (d) (FERPA), laquelle est affiliée à la Confédération européenne des syndicats (CES).
Elle se fixe pour mission de défendre les intérêts des retraités et organise aussi les loisirs avec son association « Loisirs Solidarité Retraités » (LSR).
Elle édite le bimestriel Vie nouvelle (d).